# Martha O'Driscoll
Pour les articles homonymes, voir O'Driscoll.
Martha O'Driscoll (4 mars 1922 – 3 novembre 1998) est une actrice américaine qui tourna de 1936 à 1947.

## Biographie
Formée au chant et à la danse, Martha est repérée par le chorégraphe Hermes Pan lors d'une production théâtrale locale à Phoenix (Arizona). Pan suggère à Mme Driscoll que sa fille pourrait réussir au cinéma. Martha et sa mère déménagent donc à Hollywood en 1935. La même année Martha obtient un rôle dans la comédie musicale Collegiate aux côtés de la future pin-up Betty Grable dont c'est là le premier grand rôle.
Martha commence également à poser pour des photos publicitaires dans des magazines, notamment pour les produits de maquillage Max Factor et la boisson Royal Crown Cola. Ces photos d’elles vont l'aider pour ses futurs films. 
Elle a de petits rôles dansés dans Here Comes the Band, The Big Broadcast of 1936 et  Le Grand Ziegfeld. Dans ce dernier film, elle est repérée par un découvreur de talents des studios Universal ; il lui faire faire un bout d'essai qui aboutit à un contrat. Ses rôles étaient initialement mineurs : son nom n'est pas crédité dans son premier film chez Universal, She's Dangerous (1937). Dans Délicieuse (Mad About Music) avec Deanna Durbin, elle est créditée sous le nom de "jolie fille". 
Universal la "prête" aux studios Metro-Goldwyn-Mayer pour Le Secret du docteur Kildare (1939) et dans André Hardy détective (1940), huitième opus de la série Andy Hardy dont le héros est Mickey Rooney.
Les studios RKO, cependant, offrent à Martha ses deux premiers grands rôles : elle est l'objet des attentions du cow-boy Tim Holt dans Wagon Train (en) (1940), et incarne Daisy Mae dans la première adaptation à l'écran de la bande dessinée populaire Li'l Abner (1940).
La Paramount s'intéresse à elle et lui offre un contrat. Elle débute comme femme de chambre dans la comédie classique de Preston Sturges, Un cœur pris au piège (The Lady Eve, 1941). En 1942 elle fait partie de la distribution de la superproduction en Technicolor de Cecil B. DeMille : Les Naufrageurs des mers du Sud aux côtés de grandes stars telles que Ray Milland, John Wayne et Paulette Goddard. Après quoi Martha obtient le rôle principal dans le film de série B Alerte à San Francisco (Pacific Blackout, 1942), avec Robert Preston, puis l'année suivante dans Young and Willing (1943), comédie avec William Holden et Susan Hayward. La Paramount la prête à Universal, qui la fait tourner avec le duo de comiques Ole Olsen et Chic Johnson dans Symphonie loufoque (Crazy House, 1943). Pour la RKO, elle va jouer dans l'élégant thriller de Richard Wallace, Nid d'espions (The Fallen Sparrow, 1943) avec Maureen O'Hara.
Au début des années 1940 et de la guerre mondiale, avec l'USO, Martha et d'autres acteurs sillonnent les États-Unis pour soutenir le moral des troupes armées américaines en se produisant dans le monde entier. Le 18 septembre 1943 elle épouse le capitaine de marine Richard D. Adams, mais le couple se sépare dix mois plus tard.
L'actrice a partagé la vedette avec Noah Beery Jr. dans cinq films. Elle a également joué dans le film d'épouvante devenu culte : La Maison de Dracula avec Lon Chaney, Jr. et John Carradine (1945). L'année suivante elle est tête d'affiche dans le dernier film qu'elle tourne pour Universal, Blonde Alibi : elle y incarne une jeune femme qui tente de prouver que son amant (Tom Neal) n'est pas un meurtrier. 
Martha O'Driscoll tourne son dernier film en 1947 : une comédie musicale, Carnegie Hall, après quoi elle se retire définitivement du cinéma.
Son divorce est prononcé le 18 juillet 1947 ; deux jours après elle épouse l'homme d'affaires de Chicago Arthur I. Appleton. Le couple aura quatre enfants : James, John, Linda et William.
Elle meurt avant son mari, le 3 novembre 1998 à l'âge de 76 ans. Elle est inhumée au cimetière de Rosehill à Chicago.

## Filmographie partielle
- 1936 : Three Cheers for Love : Chorine (non créditée)
- 1937 : Une femme dangereuse (She's Dangerous) : fille blonde (non créditée)
- 1938 : Délicieuse (Mad About Music) : jolie fille
- 1938 : Pensionnat de jeunes filles (Girls' School) : Grace
- 1939 : André Hardy détective (Judge Hardy and Son) de George B. Seitz : Leonora V. 'Elvie' Horton
- 1939 : Le Secret du docteur Kildare (The Secret of Dr Kildare) de Harold S. Bucquet : Mme Roberts
- 1940 : Laddie de Jack Hively : Sally Pryor
- 1940 : Forty Little Mothers : Janette
- 1940 : Wagon Train (en) : Helen Lee
- 1940 : Li'l Abner : Daisy Mae Scraggs
- 1941 : Un cœur pris au piège (The Lady Eve) de Preston Sturges : Martha
- 1941 : Son premier baiser (Her First Beau) de Theodore Reed : Julie Harris
- 1941 : Henry Aldrich for President : Mary Aldrich
- 1941 : Alerte à San Francisco (Pacific Blackout (en)) : Mary Jones
- 1942 : André et les fantômes (The Remarkable Andrew) de Stuart Heisler : la secrétaire de Beamish
- 1942 : Les Naufrageurs des mers du Sud (Reap the Wild Wind) de Cecil B. DeMille : Ivy Devereaux
- 1942 : Youth on Parade : Sally Carlyle
- 1942 : Ton cœur est mon cœur (My Heart Belongs to Daddy) de Robert Siodmak : Joyce Whitman
- 1943 : Young and Willing (en) : Dottie Coburn
- 1943 : Paramount Victory Short No. T2-4: The Aldrich Family Gets in the Scrap
- 1943 : We've Never Been Licked (en) : Deede Dunham
- 1943 : Nid d'espions (The Fallen Sparrow) de Richard Wallace : Whitney 'The Imp' Parker
- 1943 : Symphonie loufoque (Crazy House) : Marjorie Nelson, alias Marjorie Wyndingham
- 1944 : Weekend Pass de Jean Yarbrough : Barbara 'Babs' Bradley ou Barbara Lake
- 1944 : Prices Unlimited
- 1944 : Chasseurs de fantômes (Ghost Catchers) de Edward Cline : Susanna Marshall
- 1944 : Allergic to Love : Pat
- 1944 : Hi, Beautiful : Patty Callahan
- 1944 : Hollywood Parade (Follow the Boys) de Edward Sutherland : dans son propre rôle
- 1945 : Under Western Skies (it) de Jean Yarbrough : Katie Wells
- 1945 : Deux Nigauds au collège (Here Come the Co-Eds) de Jean Yarbrough : Molly McCarthy
- 1945 : Her Lucky Night : Connie
- 1945 : Shady Lady (en)  de George Waggner : Gloria Wendell
- 1945 : Les Quatre Bandits de Coffeyville (The Daltons Ride Again) : Mary Bohannon
- 1945 : La Maison de Dracula (House of Dracula) de Erle C. Kenton : Miliza Morrelle
- 1946 : Blonde Alibi : Marian Gale
- 1946 : Down Missouri Way : Jane Colwell
- 1946 : Cour criminelle (Criminal Court) de Robert Wise : Georgia Gale
- 1947 : Carnegie Hall : Ruth Haines